# Lista światowego dziedzictwa UNESCO na Madagaskarze
Lista światowego dziedzictwa UNESCO na Madagaskarze – lista miejsc na Madagaskarze wpisanych na listę światowego dziedzictwa UNESCO, ustanowionej na mocy Konwencji w sprawie ochrony światowego dziedzictwa kulturowego i naturalnego, przyjętej przez UNESCO na 17. sesji w Paryżu 16 listopada 1972 i ratyfikowanej przez Madagaskar 19 lipca 1983 roku.
Obecnie (stan na wrzesień 2023 roku) na liście znajdują się trzy obiekty, jeden o charakterze dziedzictwa kulturowego i dwa o charakterze przyrodniczym, przy czym jeden z nich znajduje się również na liście światowego dziedzictwa w zagrożeniu.
Na madagaskarskiej liście informacyjnej UNESCO – liście obiektów, które Madagaskar zamierza rozpatrzyć do zgłoszenia do wpisu na listę światowego dziedzictwa, znajduje się siedem obiektów (stan na wrzesień 2023 roku).

## Obiekty na liście światowego dziedzictwa UNESCO
Poniższa tabela przedstawia madagaskarskie obiekty na liście światowego dziedzictwa UNESCO:
Nr ref. – numer referencyjny UNESCO;
Obiekt – polskie tłumaczenie nazwy wpisu na liście wraz z jej angielskim oryginałem;
Położenie – miasto, region, prowincja; współrzędne geograficzne;
Typ – klasyfikacja według Komitetu Światowego Dziedzictwa:
- kulturowe (K),
- przyrodnicze (P),
- kulturowo–przyrodnicze (K,P);

Rok wpisu – roku wpisu na listę i rozszerzenia wpisu;
Opis – krótki opis obiektu wraz z informacjami o jego zagrożeniu.
     † zagrożone
| Nr ref. | Obiekt                                                   | Zdjęcie | Położenie | Typ             | Rok       | Opis |
| ------- | -------------------------------------------------------- | ------- | --- | --------------- | --------- | --- |
| 494     | Lasy kserofityczne Andrefany Andrefana Dry Forests       |         | Diana Boeny Atsimo-Andrefana Melaky 12°55′02″S 49°08′35″E/-12,917222 49,143056 12°47′10″S 49°29′45″E/-12,786111 49,495833 16°16′09″S 46°52′26″E/-16,269167 46,873889 22°30′00″S 43°23′00″E/-22,500000 43,383333 24°08′48″S 43°49′40″E/-24,146667 43,827778 18°40′00″S 44°45′00″E/-18,666667 44,750000 | P (vii)(ix)(x)  | 1990 2023 | Lasy kserofityczne na terenie rezerwatów specjalnych Ankarana i Analamerana oraz parków narodowych Ankarafantsika, Mikea, Tsimanampetsotsa, Tsingy de Bemaraha. |
| 950     | Wzgórze królewskie Ambohimanga Royal Hill of Ambohimanga |         | Prowincja Antananarywa 18°45′33,0″S 47°33′46,0″E/-18,759170 47,562780 | K (iii)(iv)(vi) | 2001      | Wzgórze królewskie Ambohimanga obejmuje miasto królewskie, królewską nekropolę i zespół miejsc uznawanych za święte, miejsce kultu i cel pielgrzymek. |
| 1257    | Lasy deszczowe Atsinanana Rainforests of the Atsinanana  |         | 14°26′29″S 49°44′19″E/-14,441389 49,738611 15°18′00″S 50°03′00″E/-15,300000 50,050000 17°46′44″S 48°45′36″E/-17,778889 48,760000 21°19′13″S 47°23′46″E/-21,320278 47,396111 22°11′42″S 46°53′06″E/-22,195000 46,885000 24°45′31″S 46°46′01″E/-24,758611 46,766944                                     | P (ix)(x)       | 2007      | 6 parków narodowych obejmujących ochroną lasy deszczowe na wschodzie wyspy, które charakteryzują się niezwykłą w skali światowej bioróżnorodnością oraz wyjątkową liczbą gatunków endemicznych, w tym gatunków zagrożonych. Od 2010 roku na liście światowego dziedzictwa w zagrożeniu z uwagi na wyrąb lasu i kłusownictwo. W skład obiektu wchodzą parki narodowe Marojejy, Masoala, Zahamena, Ranomafana, Andringitra i Andohahela. |

## Obiekty na madagaskarskiej liście informacyjnej UNESCO
Poniższa tabela przedstawia obiekty na madagaskarskiej liście informacyjnej UNESCO:
Nr ref. – numer referencyjny UNESCO;
Obiekt – polska nazwa obiektu wraz z jej oryginałem na madagaskarskiej liście informacyjnej;
Położenie – miasto, region; współrzędne geograficzne;
Typ – klasyfikacja według zgłoszenia:
- kulturowe (K),
- przyrodnicze (P),
- kulturowo–przyrodnicze (K,P);

Rok wpisu – roku wpisu na listę informacyjną;
Opis – krótki opis obiektu wraz z informacjami o jego zagrożeniu.
| Nr ref. | Obiekt | Zdjęcie | Położenie                                                   | Typ             | Rok  | Opis |
| ------- | --- | ------- | ----------------------------------------------------------- | --------------- | ---- | --- |
| 949     | Południowo-zachodni Madagaskar, kraj Mahafalów Sud-Ouest Malgache, Pays Mahafaly                                                                           |         | Atsimo-Andrefana 34°03′20″N 5°31′20″W/34,055556 -5,522222   | K,P             | 1997 | Południowo-zachodni Madagaskar zamieszkiwany przez lud Mahafalów, który wznosi charakterystyczne pomniki nagrobne z kamieni, z wysokimi, rzeźbionymi, drewnianymi palami (aloalo).                                           |
| 5313    | Rezerwat Anjanaharibe-Sud (poszerzenie wpisu lasy deszczowe Atsinanana) Réserve Spéciale d’Anjanaharibe-Sud (extension des forêts humides de l’Atsinanana) |         | Sava 14°41′45″S 49°27′09″E/-14,695833 49,452500             | P (ix)(x)       | 2008 | Rezerwat Anjanaharibe-Sud na wschód od Parku Narodowego Marojejy, jednego z sześciu parków ujętych we wpisie lasy deszczowe Atsinanana, charakteryzuje się bogactwem gatunków endemicznych roślin.                           |
| 6078    | Górne Miasto Antananarywy La Haute Ville d’Antananarivo |         | Analamanga 18°55′20″S 47°31′58″E/-18,922222 47,532778       | K (ii)(v)(vi)   | 2016 | Unikalna dzielnica historyczna z elementami architektury typowo malgaskiej i kolonialnej. |
| 6302    | Dawna dzielnica przemysłowa Mantasoi Ancien site industriel de Mantasoa                                                                                    |         | Analamanga 19°01′00″S 47°50′00″E/-19,016667 47,833333       | K (ii)(iv)      | 2018 | XIX-wieczne miasto przemysłowe zbudowane przez przemysłowca Jeana Laborde (1805–1878) dla robotników pracujących w hutach i fabrykach.                                                                                       |
| 6303    | Kościół katolicki Ambodifotatra de Sainte Marie Eglise catholique d’Ambodifotatra de Sainte Marie                                                          |         | Analanjirofo 17°00′20,1″S 49°50′56,8″E/-17,005583 49,849111 | K (ii)          | 2018 | Pierwszy kościół katolicki na Madagaskarze, wzniesiony na wyspie Nosy Boraha. |
| 6304    | Nosy Lonjo Nosy Lonjo d’Antsiranana |         | Diana 12°13′50″S 49°17′34″E/-12,230556 49,292778            | K,P (iii)(vii)  | 2018 | Malownicza wysepka wulkaniczna w zatoce Helodranon Antsiranana z typową roślinnością malgaską. |
| 6306    | NOSYnakà NOSYnakà (Sahamalaza, Nosy Hara, Nosy Tanikely, Lokobe, Ambodivahibe, Ankarea, Ankivonjy)                                                         |         | Diana Sofia 14°06′13,0″S 47°48′10,2″E/-14,103614 47,802830  | P (viii)(ix)(x) | 2018 | Pas północno-zachodniego wybrzeża Madagaskaru z szelfem kontynentalnym, wieloma wyspami (m.in. Nosy Hara i Nosy Tanikely, zatokami i rafami; 7 obszarów chronionych, m.in. Park Narodowy Sahamalaza, Rezerwat ścisły Lokobe. |